# مارغريت جينينغز
مارغريت جينينغز (1949 - ) (بالإنجليزية: Margaret Jennings)‏ هي لاعبة كريكت أسترالية. شاركت مع منتخب أستراليا الوطني للكريكت.

## وصلات خارجية
- مارغريت جينينغز على موقع إي آس بي آن كريك إنفو (الإنجليزية)